# Várzea (Felgueiras)
Várzea ist ein Ort und eine ehemalige Gemeinde (Freguesia) im portugiesischen Kreis Felgueiras. Die Gemeinde hatte 2848 Einwohner (Stand 30. Juni 2011).
Am 29. September 2013 wurden die Gemeinden Várzea, Lagares, Varziela, Moure und Margaride (Santa Eulália) zur neuen Gemeinde União das Freguesias de Margaride (Santa Eulália), Várzea, Lagares, Varziela e Moure zusammengeschlossen.